# KNVB Beker 2019/20 (amateurs)
De KNVB Beker voor amateurs in het seizoen 2019/20 betrof alleen de bekerstrijd in de zes KNVB-districten.

## Districtsbekers

#### Deelnemers
Aan de bekertoernooien konden zowel de zaterdag- als zondag-standaardteams uitkomend in de Hoofdklasse 2019/20 en de lagere klassen (Eerste tot en met Vijfde klasse) deelnemen, alsmede de kampioenen en periodekampioenen van de reserve hoofdklassen en de winnaars van de districtsbekers voor reserve-elftallen 2018/19.

#### Opzet
In elk district werd er begonnen met de eerste ronde in poulevorm. Elke poule bestond in principe uit vier, maar minimaal drie elftallen, die een halve competitie afwerkten. Elftallen uitkomend in de Hoofdklasse voetbal waren vrijgesteld van deze poulefase. Er waren aparte poules voor elftallen uitkomend in de Eerste en Tweede klasse en poules voor elftallen uitkomend in lagere klassen. Om te voorkomen dat elftallen die al in de competitie bij elkaar waren ingeleed ook bij elkaar in een poule kwamen, konden Eerste en Tweede klassers uit verschillende districten bij elkaar in een poule worden ingedeeld. Uit deze poules plaatsten de poulewinnaars en de nummers twee zich voor de knock-outfase van hun eigen district, uit de overige poules plaatsen zich alleen de poulewinnaars.

Bij gelijkspel in de knock-outfase werd de winnaar bepaald door middel van een strafschoppenserie, met uitzondering van een finale waar in dat geval eerst nog een verlenging zou worden gespeeld.

#### Coronacrisis
Begin maart 2020 brak de coronacrisis in Nederland uit. De KNVB besloot in eerste instantie alle wedstrijden van 12 tot en met 31 maart af te gelasten. Op 31 maart besloot de KNVB om alle (beker-)competities definitief stop te zetten. In de meeste districten waren de kwartfinales bereikt, behalve in de twee westelijke districten waar de achtste finales eerst nog op het programma stonden.

#### Plaatsing KNVB Beker 2020/21
De elftallen (uitgezonderd reserve-teams) die de halve finales in de districtsbekers zouden bereiken, zouden zich plaatsten voor het KNVB Bekertoernooi van het seizoen 2020/21.
De halve finales waren vanwege de voortijdige beëindiging echter nog niet bereikt. De KNVB besloot daarom om per district een ranglijst op te stellen van de nog niet uitgeschakelde standaardteams. De vier elftallen met achtereenvolgens de meeste wedstrijdpunten en beste doelsaldo behaald in de knock-outfase (met uitzondering van speelronden waarin niet alle elftallen uitkwamen) plaatsten zich. Dit waren:
Noord: Buitenpost, Flevo Boys, Hoogeveen, Hoogezand

Oost: AWC, DOS Kampen, DTS Ede, DUNO D

West I: AFC, DWOW, RODA '46, Scherpenzeel

West II: Capelle, Den Hoorn, FC Rijnvogels, SVC '08

Zuid I: Achilles Veen, Best Vooruit, Cluzona, Sliedrecht

Zuid II: Erp, NWC, Susteren, Venray
| Datum        | Thuisclub        | Uitslag      | Uitclub          |
| Kwartfinales | Kwartfinales     | Kwartfinales | Kwartfinales     |
| ------------ | ---------------- | ------------ | ---------------- |
|              | Hoogeveen (zon.) | afg.         | d'Olde Veste '54 |
|              | Hoogezand        | afg.         | Buitenpost       |
|              | Staphorst-2      | afg.         | GRC Groningen    |
|              | ACV              | afg.         | Flevo Boys       |

| Club                       |                 |
| Kwartfinalisten            | Kwartfinalisten |
| -------------------------- | --------------- |
| Alverna                    |                 |
| AWC                        |                 |
| DOS Kampen                 |                 |
| DTS Ede                    |                 |
| DUNO D                     |                 |
| Rohda Raalte               |                 |
| SVZW                       |                 |
| winnaar Columbia - TVC '28 |                 |

| Datum           | Thuisclub           | Uitslag         | Uitclub         |
| Achtste finales | Achtste finales     | Achtste finales | Achtste finales |
| --------------- | ------------------- | --------------- | --------------- |
| 24 maart        | Scherpenzeel        | afg.            | Victoria        |
| 24 maart        | Spakenburg-2        | afg.            | AFC (zat.)      |
| 25 maart        | Huizen              | afg.            | AFC-2           |
| 25 maart        | DWOW                | afg.            | RODA '46        |
| 25 maart        | JOS Watergraafsmeer | afg.            | WV-HEDW         |
| 25 maart        | DHSC                | afg.            | RODA '23        |
| 25 maart        | Olympia Haarlem     | afg.            | SDZ             |
| 25 maart        | Hollandia           | afg.            | De Merino's     |

| Datum           | Thuisclub       | Uitslag         | Uitclub         |
| Achtste finales | Achtste finales | Achtste finales | Achtste finales |
| --------------- | --------------- | --------------- | --------------- |
| 24 maart        | SVC '08         | afg.            | Quick Boys-2    |
| 24 maart        | Capelle         | afg.            | Sportlust '46   |
| 24 maart        | UVS             | afg.            | Heinenoord      |
| 24 maart        | FC Rijnvogels   | afg.            | Smitshoek       |
| 25 maart        | Forum Sport     | afg.            | Den Hoorn       |
| 25 maart        | RKDEO           | afg.            | Aarlanderveen   |
| 26 maart        | DOSR            | afg.            | RKAVV           |
| 26 maart        | TAC '90         | afg.            | HBS             |

| Datum        | Thuisclub     | Uitslag      | Uitclub          |
| Kwartfinales | Kwartfinales  | Kwartfinales | Kwartfinales     |
| ------------ | ------------- | ------------ | ---------------- |
|              | Nemelaer      | afg.         | Unitas           |
|              | Best Vooruit  | afg.         | Sliedrecht       |
|              | Tricht        | afg.         | Cluzona          |
|              | Achilles Veen | afg.         | Halsteren (zat.) |

| Datum        | Thuisclub                 | Uitslag      | Uitclub      |
| Kwartfinales | Kwartfinales              | Kwartfinales | Kwartfinales |
| ------------ | ------------------------- | ------------ | ------------ |
|              | Deurne                    | afg.         | RKSVO        |
|              | winnaar BMR - UDI'19-2    | afg.         | Erp          |
|              | NWC                       | afg.         | Meerssen     |
|              | winnaar Venray - Susteren | afg.         | EHC          |

1980/81 · 1981/82 · 1982/83 · 1983/84 · 1984/85 · 1985/86 · 1986/87 · 1987/88 · 1988/89 · 1989/90 · 1990/91 · 1991/92 · 1992/93 · 1993/94 · 1994/95 · 1995/96 · 1996/97 · 1997/98 · 1998/99 · 1999/00 · 2000/01 · 2001/02 · 2002/03 · 2003/04 · 2004/05 · 2005/06 · 2006/07 · 2007/08 · 2008/09 · 2009/10 · 2010/11 · 2011/12 · 2012/13 · 2013/14 · 2014/15 · 2015/16 · 2016/17 · 2017/18 · 2018/19 · 2019/20 · 2020/21 · 2021/22 · 2023/23 · 2023/24 · 2024/25 · 2025/26